# Delphinium kunlunshanicum
Delphinium kunlunshanicum är en ranunkelväxtart som beskrevs av C.Y. Yang och B. Wang. Delphinium kunlunshanicum ingår i släktet storriddarsporrar, och familjen ranunkelväxter. Inga underarter finns listade i Catalogue of Life.